# Lansdowne Road
Lansdowne Road fou un estadi d'esports situat a Dublín tingut pel Sindicat de Rugbi irlandès (IRFU) i utilitzat principalment per partits de rugbi, però també per a partits internacionals de futbol i finals de copa, així com per a concerts de música. Fou enderrocat i en el seu lloc s'aixecà l'Aviva Stadium.